# Frigg
Frigg (en vieux norrois : Frigg, en proto-germanique : Frijjō, en vieux haut allemand : Frīja, en lombard : Frēa, en vieux frison : Frīa, en vieux saxon des Pays-Bas : Frī, et en vieil anglais : Frīg), également connue sous le nom de Friggja, Frea, ou encore de Fricka (dans la tétralogie de Wagner), est la déesse Asyne de l’amour et du mariage et de la maternité du Panthéon de la mythologie nordique et de la mythologie nordique, et pouvant prédire l'avenir de chacun, elle est l'épouse d'Odin (et par conséquent la reine des Ases/Aesir) et la mère de Baldr et de Höd.
Elle est la seule femme autorisée à s’asseoir sur Hlidskjalf (« tour de guet ») d’où elle conseillait son mari sur les questions importantes. Dans sa demeure à Ásgard, nommée Fensalir (« salle des marécages »), elle occupe ses journées à filer les nuages (elle est souvent d’ailleurs représentée avec un rouet). Elle est la patronne des sibylles, des devineresses et des fées.
Bien après la christianisation de l'Europe du Nord, Frigg perdure dans le folklore scandinave et germanique (dans des expressions, etc.).

## La déesse Frigg

### Étymologie et toponymes
Frigg est issue du proto-germanique *Frijjō (< i.-e. *priyā- « chère » ), et porte selon Jean Haudry, un nom issu du qualificatif de l'Aurore indo-européenne.
Aujourd’hui encore, nous retrouvons dans notre langue courante des mots ou noms dérivés du prénom de cette déesse. Par exemple, de nombreux suédois ou norvégiens ont un nom qui se rapproche de celui de Frigg (Freia, Frigida, Freja, Frigga, Friggic, Freya, Friggjarakr, etc.). Le mot vendredi dans les pays du nord est issu de Frigg : en allemand - Freitag ; en anglais - Friday ; en suédois - Fredag.
Un vieux conte anglais explique cette similitude :

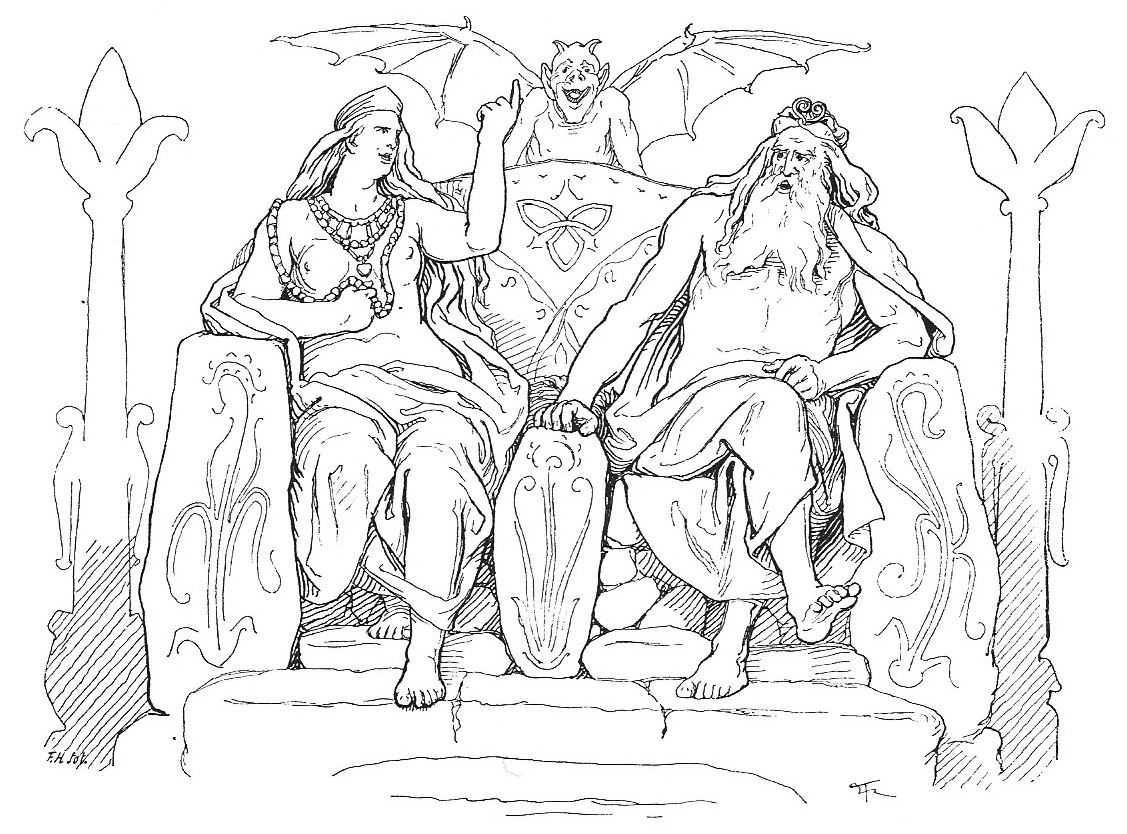
La déesse Frigg et son époux, Odin.
Par Lorenz Frølich.

Le sixième jour,

il est nommé

à la déesse impudique

appelée Vénus

et Frigg en danois.

### Histoire
Dans la mythologie nordique, Frigg appartient à la plus haute hiérarchie des Aesir (un des deux panthéons de la mythologie nordique, l’autre étant les Vanir). Devenue la 
reine du Ciel (en) par son mariage avec Odin, elle préfère s’installer dans sa propre demeure, Fensalir, plutôt qu'à Valaskjálf, le somptueux palais de son époux. Mère de Balder et Höd, elle est la seule femme autorisée à s’asseoir sur le trône Hlidskjálf, d’où elle pouvait admirer les Neuf Mondes.
Déesse de la fertilité, l’amour, la gestion du ménage, le mariage et la maternité, Frigg était célèbre pour sa prescience. En effet, elle avait la réputation de connaître la destinée de chaque individu, mais ne la révélait jamais. Frigg était la patronne des femmes et des agriculteurs. Elle était également associée à la guérison et était appelée auprès des agonisants, afin de faciliter leur transition entre la vie et la mort.
Réputée pour être une mère et épouse dévouée, la déesse nourrissait une passion dévorante envers l’or. Un mythe raconte qu’elle était devenue jalouse d’une statue d’or à l’effigie de son époux, sculptée par ses adorateurs. Elle n’hésita pas à passer la nuit avec l’un de ses serviteurs, afin de le convaincre de détruire la statue et de récupérer l’or pour lui en faire des bijoux.

### Frigg et Freyja
L’idée d’une possible identification entre la déesse Freyja et Frigg est un sujet de débat entre spécialistes. Certains d’entre eux prétendent que Frigg et Freyja sont deux formes d’une même déesse. Certains arguments sont basés sur le fait que Freyja n’a pas été connue dans le sud de l’Allemagne, alors que dans le nord les deux déesses étaient considérées comme la même.
Toutes deux sont déesses de l’amour et de la fertilité et sont appelées à l’aide lors des accouchements. Tandis que Freyja est une haute déesse du groupe des Vanir, Frigg est quant à elle son équivalent dans le groupe des Aesir. Elles aiment les bijoux et voyagent à l’aide d’un manteau en plume de faucon pour Freyja et en se transformant en faucon pour Frigg.

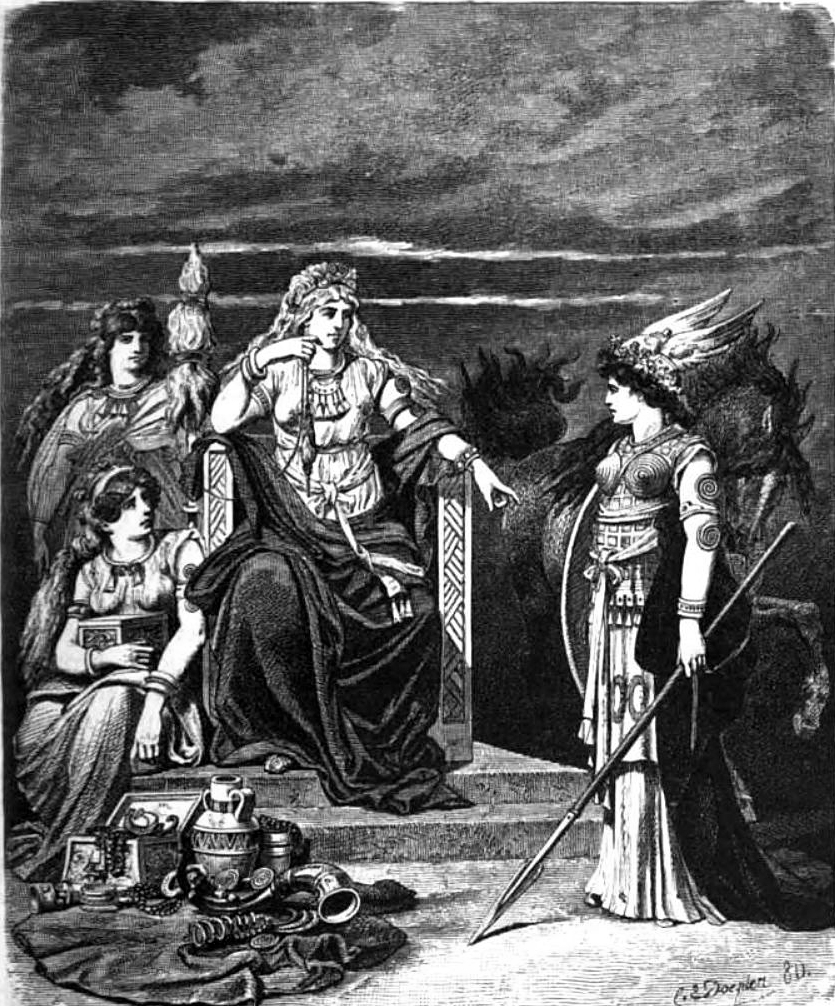
Frigg, trônant face à la déesse Gna, est accompagnée de deux déesses. L'une d'elles est Fulla. Gravure de Carl Emile Doepler (1882).

Les noms des deux déesses et de leurs époux sont aussi particulièrement intéressants à cet égard. Freyja, apparenté au mot moderne allemand « frau », est un titre plutôt qu’un véritable nom. Dans l'ère viking, les femmes de l’aristocratie étaient parfois appelées « freyjur » (le pluriel de Freyja). Le nom de Frigg est lui associé à l’amour et au désir, précisément les domaines de compétences de Freyja. Le prénom Odr (mari de Freyja) signifie « extase, inspiration, fureur », comme le nom d’Odin (mari de Frigg). Odin est simplement le mot Odr avec l’article défini masculin « -in » ajouté à la fin. Dans la mythologie nordique, les seuls passages qui nous parlent d’Odr viennent de l’Edda poétique, qui stipule qu’il fait souvent de longs trajets et que Freyja le pleure énormément. Or, la plupart des contes impliquant Odin parlent de ses nombreux voyages à travers les Neuf Mondes.
Frigg est aussi assimilée à la déesse sumérienne, Inanna, bien qu’ayant la même histoire, celle-ci put se rendre aux enfers récupérer son fils.

### Frigg et ses servantes
La plupart des dieux germaniques étaient dessinés avec des animaux de compagnie. Ce n’est pas le cas de Frigg, qui était souvent représentée avec ses douze servantes. Ensemble, dans son palais de Fensalir à Asgard, elles filaient les nuages et les fils d’or du destin.
Les servantes aidaient Frigg à accomplir ses attributions et avaient chacune un rôle bien défini. Gna transmettait les ordres de la déesse à travers les neuf royaumes sur le dos de son cheval, Hofvarpnir. Grefjon avait le don de clairvoyance mais n’influait jamais sur le cours des événements. Hlin était chargée de protéger tous ceux que Frigg jugeait digne de garder du danger. Vra ou Vár écoutait les serments et punissait les parjures. Snotra était chargée d’annoncer le beau temps et d’amener la brise. Sygna présidait les procès. Lofn favorisait l’union des amants. Fulla, favorite de la déesse, était chargée de porter la boîte à bijoux de sa maîtresse, remplie d’outils magiques utilisés lors de cérémonies.
Parfois, les suivantes de Frigg sont considérées comme divers aspects de la déesse, plutôt que des êtres distincts.

## Mythes

### La mort de Balder

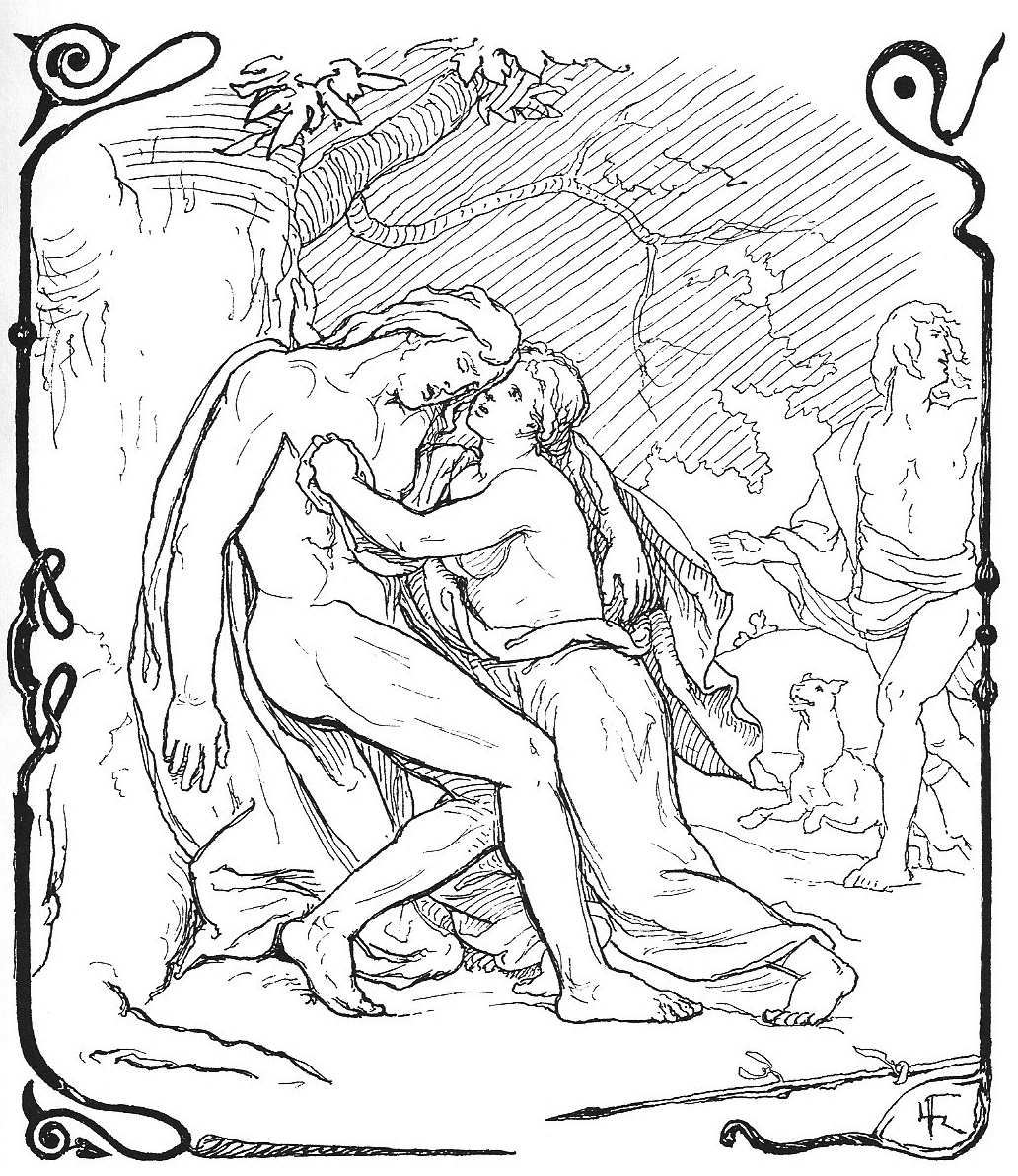
Frigg impuissante face à la mort de Balder, son fils. Illustration de Lorenz Frølich (1895).

Déesse prophétique, Frigg connaissait l’avenir et la destinée de tous les hommes, mais ne dévoilait jamais ses secrets. La seule fois qu’elle intervint pour modifier le cours de l’histoire, ce fut quand elle rêva de la mort de son fils. Elle demanda alors qu’aucune chose dans le cosmos ne puisse faire de mal à Balder. C’est alors que les éléments, animaux, pierres, maladies entre autres choses, promirent à la déesse de ne pas nuire à son fils. Heureux de cette nouvelle immunité de Balder, les dieux des Ases organisèrent une grande fête où ils s’amusèrent à lui lancer ce qu’ils avaient sous la main. À chaque fois, Balder restait indemne.
Non satisfait de la tournure des événements, le dieu malin Loki se déguisa en femme et rendit visite à Frigg à Fensalir. Là, il expliqua à la déesse que tous les dieux frappaient son fils et que ce dernier restait indemne. La déesse lui raconta alors que toutes choses dans le cosmos lui avaient fait le serment de ne pas blesser Balder. Cependant, elle avoua qu’elle n’avait pas demandé au gui de lui prêter serment, le croyant inoffensif. Loki disparut immédiatement et s’arma de gui avant de se rendre à la fête. Il donna la fléchette de gui au frère aveugle de Balder, Höd, et lui offrit de l’aider à prendre part aux festivités. Avec l’aide de Loki, le dieu aveugle jeta le projectile qui transperça le cœur de son frère, le tuant instantanément.
À l’annonce de cette affreuse nouvelle, Frigg demanda aux dieux de prendre le chemin du royaume des morts. Hermod accepta de s’y rendre pour négocier le retour de son frère avec la gardienne, appelée Hel. Pendant son absence, la femme de Balder, Nanna, est placée dans le bûcher funéraire avec son défunt mari et meurt de chagrin. En arrivant, Hermod discute avec Hel des conditions de retour de Nanna et Balder dans le monde des vivants. La déesse accepte, mais demande que toutes choses vivantes et mortes pleurent leur mort. Avant que Hermod ne reparte, Balder lui remit l'anneau Draupnir à rendre à Odin (qui l'avait déposé sur son bûcher funéraire), et l'épouse de Balder, Nanna, remit au messager une étoffe de lin et autres cadeaux pour Frigg, et un anneau d'or pour Fulla. Retourné chez les dieux, Hermod leur raconta son expédition.
Les dieux envoyèrent donc des messagers parcourir le monde pour prier à chacun de pleurer le fils de Frigg. Mais une géante appelée Thokk refuse. En réalité, il s'agit du dieu Loki déguisé. Balder fut alors condamné à souffrir dans le monde souterrain, jusqu’à la bataille finale de Ragnarök.
Höd fut condamné à mort, mais plus tard, les dieux ont découvert le rôle de Loki dans l’assassinat de Balder et lui ont donné une punition cruelle qui amena la fin du monde.
Selon certaines versions de l’histoire, le gui est devenu sacré pour Frigg. En effet, la plante était tellement malheureuse d’avoir causé la mort de Balder qu’elle eut pitié de la déesse. Dans une autre version du mythe, l’histoire se termine mieux. Balder est ramené à la vie et Frigg est tellement heureuse qu’elle retire sa malédiction sur le gui pour le changer en un symbole de paix et d’amour, promettant un baiser à tous ceux qui passeraient en dessous.

### Winnilers et Vandales
Parfois, Frigg et Odin n’étaient pas toujours en accord sur les décisions à prendre. Un jour, les époux s’opposèrent sur le sort de deux tribus guerrières : les Winnilers et les Vandales. Les premiers étaient soutenus par Frigg et les seconds par Odin.
Odin décréta que la première tribu qu’il verrait en se réveillant au matin suivant, sera victorieuse. Son lit étant placé face aux Vandales, il savait que sa tribu gagnerait. Astucieusement, Frigg fit pivoter le lit de son époux et ordonna aux femmes Winnilers de coiffer leurs longs cheveux autour de leur visage à la manière d’une barbe. Lorsqu’Odin se réveilla, il se demanda qui étaient ces longues barbes. Dès lors, les Winnilers étaient connus sous le nom de Lombards (« longues barbes »).

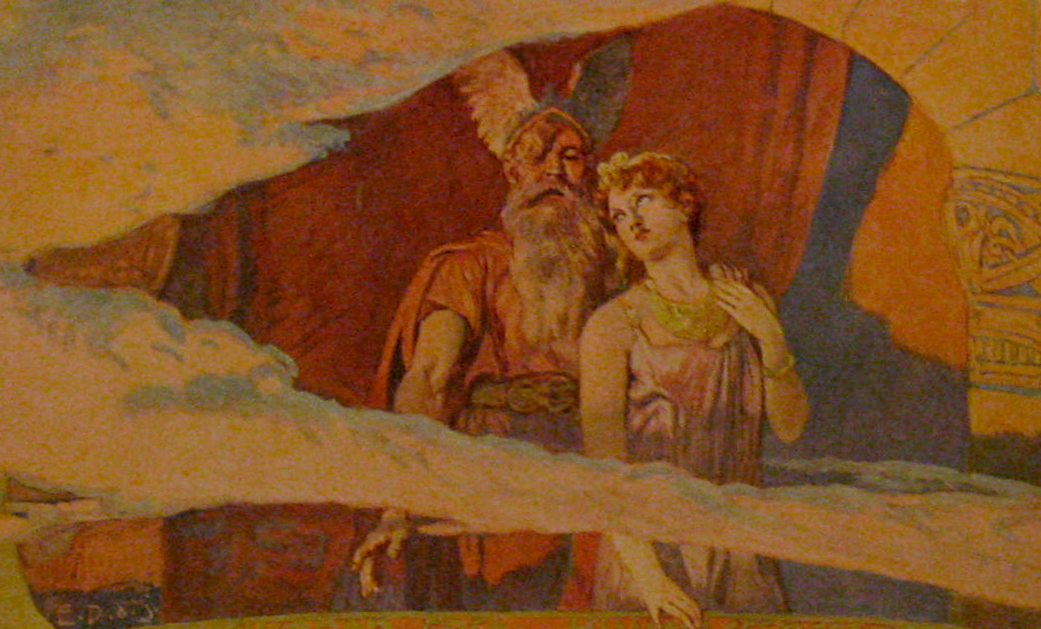
Odin et Frigg regardent de leur fenêtre dans les cieux les femmes Winnili, illustration d'Emil Doepler (1905).

### Épouse infidèle, Vili et Ve

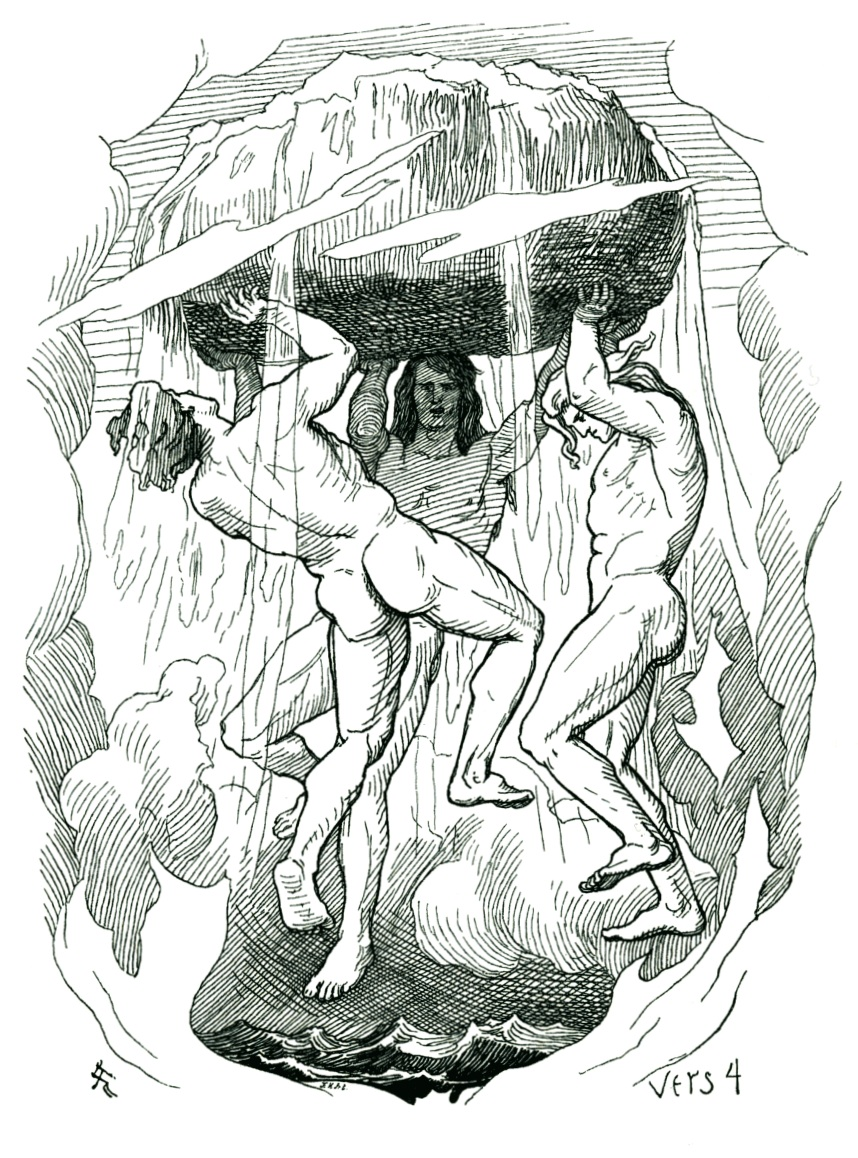
Odin, Vili et Vé créant le monde, Gravure de Lorenz Frølich.

Bien que Frigg soit la déesse du mariage, elle n'est pas toujours fidèle à son mari souvent parti en voyage. Le clerc danois Saxo Grammaticus rapporte ses turpitudes. Outre la débauche, elle aime l'or.
Odin avait deux frères nommés Vili et Vé. Lorsqu'il voyageait à travers les Neuf Mondes, ses frères gouvernaient le royaume d’Asgard en attendant son retour. Un jour, alors qu’Odin était parti depuis plus longtemps qu’à son habitude, les dieux des Ases supposèrent qu’il était mort. Vili et Ve se répartissent alors son héritage et épousèrent Frigg. Cependant, Odin est revenu peu de temps après reprendre possession de ce qui lui appartenait. Furieux de l’infidélité de sa femme, il l’aurait abandonnée un certain temps. Malgré cela, Frigg restera toujours la femme préférée d’Odin.

## Symboles
« Frigg incarne la terre majestueuse, redoutable et nourricière, la terre où poussent les blés et où se choquent les épées, la terre où s’aiment les couples, la terre où naissent les enfants. Cette terre n’est pas une vallée en détresse mais un océan de fierté et un sommet d’honneur ».
Frigg était souvent représentée comme une femme belle, majestueuse, imposante portant de longues robes qui pouvaient, à son gré, être de lumière ou d’obscurité. Sur la plupart des tableaux, la déesse est représentée en train de filer à l’aide d’un rouet. Elle avait la capacité de se transformer en faucon, corbeau ou épervier pour voyager.
Les plantes qui lui sont associées sont le gui et le gaillet jaune (galium verum). Cette dernière, aussi connue sous le nom de « herbe de Frigg », était utilisée comme sédatif pour les mères au moment de l’accouchement. En effet, les peuples germaniques appelaient Frigg pour aider les femmes à moins souffrir lors de l’accouchement. Mais elle était également invoquée pour la prévoyance, la fertilité, le destin, la protection, le mariage, la santé, l’indépendance, la vitalité, la ruse, la sagesse, la passion physique, garder des secrets, protéger la famille, trouver le bon nom pour le nouveau-né, etc.
Tout terrain marécageux était également consacré à Frigg. Régis Boyer, spécialiste des civilisations scandinaves, a suggéré que les sacrifices humains qui ont eu lieu dans les marécages danois et suédois étaient destinés à Frigg.

## Dans la culture populaire

### Théâtre
Au XVIIIe siècle, Gustave III de Suède compose Friggja, une pièce de théâtre ainsi nommée d’après la déesse.

### Peinture
D’autres artistes se sont inspirés de cette déesse pour leurs œuvres : K. Ehrenberg (Frigg, Freyja, dessin, 1883), John Charles Dollman (Frigg tissant les nuages, peinture, courant 1900), Carl Emil Doepler et H. Thoma (Frika, dessin).

### Bande dessinée
- Aujourd’hui, Frigg continue d’exister à travers les comics et les films Marvel. Créée par Stan Lee, Robert Bernstein et Joe Sinnott, elle est apparue pour la première fois dans la bande dessinée : Journey into Mystery #92, en mai 1963.
- Elle est citée de nombreuses fois et apparaît dans la bande dessinée belge Thorgal.

### Cinéma
Frigg est aussi interprétée par l'actrice Rene Russo dans le film Thor en 2010, ainsi que dans Thor : Le Monde des Ténèbres, sorti le 13 novembre 2013.

### Jeux vidéo
Dans le jeu vidéo de 2018 God of War, Frigg, alias Freya, apparaît à certains moments du jeu. Anonyme sous le surnom de la sorcière des bois, elle aidera Kratos et Atreus, fils de ce dernier. Le duo apprendra aussi que Freya cherche aussi son fils, Baldur, depuis une éternité. Elle est doublée par Danielle Bisutti dans la version originale, et par Rafaèle Moutier dans la version française.